# Falcó rialler
El falcó rialler (Herpetotheres cachinnans) és un ocell rapinyaire de la família dels falcònids (Falconidae), tradicionalment ubicat dins la subfamília dels poliborins (Polyborinae), juntament amb els caracaràs, modernament s'ha classificat amb els falconins (Falconinae) al costat dels falcons típics i encara en una subfamília pròpia, els herpetoterins (Herpetotherinae). És l'única espècie del gènere Herpetotheres, Vieillot, 1817. El seu estat de conservació es considera de risc mínim.
Habiten àrees boscoses de la zona Neotropical, des del sud dels estats mexicans de Sonora i Tamaulipas, a través de la Península del Yucatán cap al sud per Amèrica Central i del Sud, fins al Paraguai i el nord de l'Argentina.
És un rapinyaire mitjà que fa 46 - 56 cm de llargària amb una envergadura de 79 a 94 cm. Les femelles són majors que les mascles. El cap és blanc o beix pàl·lid, amb una màscara negra que envolta el cap per darrere. L'esquena i la part superior de les ales són molt fosques, mentre que pit i abdomen són del color blanc o beix del cap.
Té un variat repertori de vocalitzacions, rebent el seu nom vulgar d'una successió de sons "ha-ha-ha-ha" que emet sobretot quan és espantat.